# Verceia
Verceia är en ort och kommun i provinsen Sondrio i regionen Lombardiet i Italien. Kommunen hade 1 103 invånare (2018).